# سیارک ۲۱۱۱
سیارک ۲۱۱۱ (به انگلیسی: 2111 Tselina، نامگذاری:1969LG) دو هزار و صد و یازدهمین سیارک کشف شده‌است که در ۱۳ ژوئن ۱۹۶۹ کشف شد.
قدر مطلق سیارک برابر ۱۰٫۴۵ است.